# Светлаков, Сергей Юрьевич
Серге́й Ю́рьевич Светлако́в (род. 12 декабря 1977, Свердловск, СССР) — российский актёр кино, телевидения и дубляжа, сценарист, продюсер, телеведущий. В 2000—2009 годах — участник команды КВН «Уральские пельмени».

## Биография

### Ранние годы
Отец — Юрий Венедиктович Светлаков, помощник машиниста, работал на мукомольном заводе; мать — Галина Григорьевна Светлакова (в девичестве Галушко), работала инженером по грузоперевозкам на Свердловской железной дороге. Старший брат — Дмитрий Юрьевич Светлаков (род. 1970), управляющий магазином подарков.
Окончил школу № 2 в Екатеринбурге (ныне гимназия № 155). В школьные годы Светлаков занимался футболом и баскетболом, в дальнейшем стал кандидатом в мастера спорта по гандболу. Родители настаивали на том, чтобы сын стал не спортсменом, а их последователем в профессиональной деятельности: его отец был помощником машиниста, а мать работала в управлении Свердловской железной дороги.
В 2000 году окончил Уральский государственный университет путей сообщения (УрГУПС) в Екатеринбурге по специальности «Экономика на железнодорожном транспорте».

### Личная жизнь
Первая жена — Юлия Светлакова (Ворончихина). Однокурсница в университете, вместе переехали в Москву, в 2012 году развелись.
Дочь Анастасия (род. 12 декабря 2008).
Вторая жена — Антонина Чеботарёва. Познакомились на премьере фильма «Камень» в Краснодаре. В отношениях с 2011 года, зарегистрировали брак в Прибалтике в 2013 году.
Сыновья Иван (род. 18 июля 2013), Максим (род. 16 июля 2017).
Болельщик футбольного клуба «Локомотив» (Москва).

## Карьера
В вузе была организована команда КВН, в которой Сергей стал капитаном благодаря тому, что выиграл в конкурсе «Рыцарь института». В команде Сергей Светлаков играл около двух лет — за это время КВН стал для него занятием первой важности. Из-за этого у него появились серьёзные проблемы с учёбой, однако до отчисления дело не дошло. В то время, как Светлаков заканчивал учёбу в университете, он сотрудничал в качестве автора с популярной командой «Уральские пельмени». В дальнейшем он вошёл в её состав, уже в 2000 году его команда стала чемпионом Высшей лиги КВН.
Сергей Светлаков был приглашён в жюри на вторую 1/8 финала 2004 года Высшей лиги КВН. Как позже стало известно, этот поступок, выглядевший импровизацией, был заранее подготовленной частью выступления «Добрянки» и одобрен ведущим Александром Масляковым.

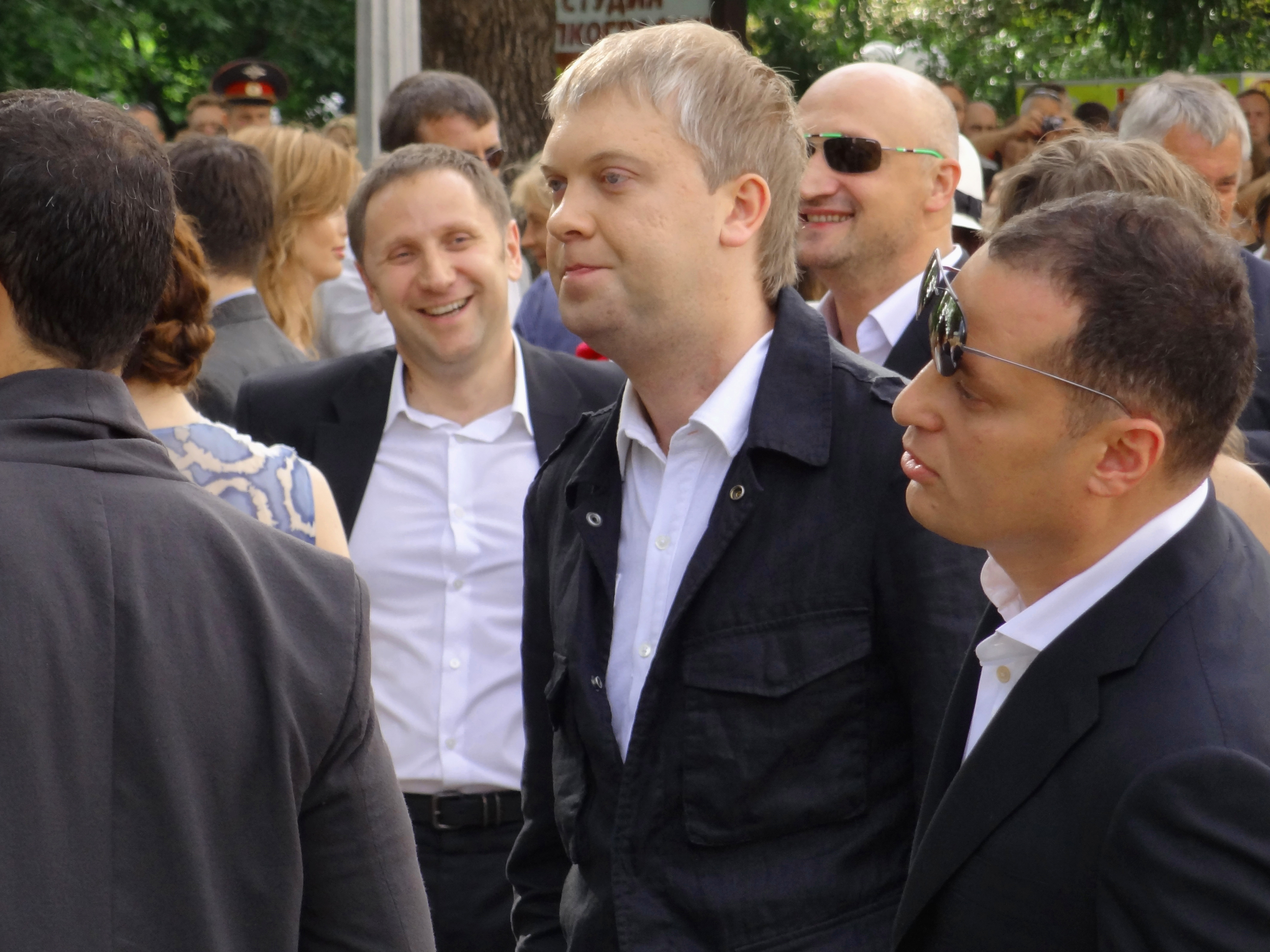
Сергей Светлаков на кинофестивале «Кинотавр» в Сочи, 2011 год.

Переехав в Москву, вместе с Гариком Мартиросяном, Семёном Слепаковым, Артуром Тумасяном и Сергеем Ершовым писал сценарии для команд КВН. Этот творческий коллектив положил начало Comedy Club в России.
Ведущий в программе «Прожекторперисхилтон» в 2008 году вместе с Иваном Ургантом, Александром Цекало и Гариком Мартиросяном. Программа получила четыре награды «ТЭФИ».

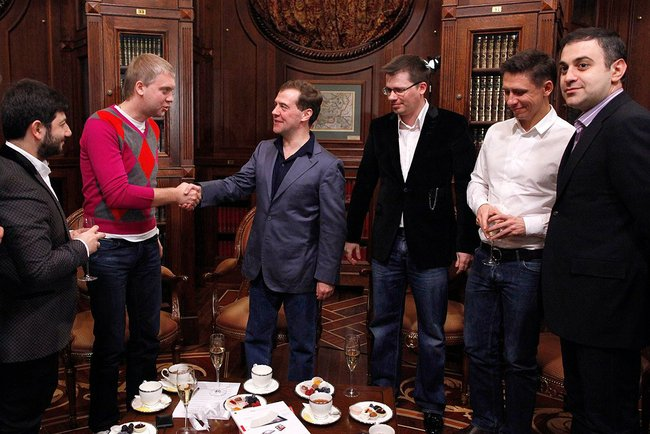
Сергей Светлаков и другие участники Comedy Club на встрече с президентом России Дмитрием Медведевым

В 2009 году ушёл из команды «Уральские пельмени», поскольку хотел сосредоточиться на собственных проектах.
В 2009—2010 годах был одним из главных действующих лиц программы «Южное Бутово».
В ноябре 2012 года получил вид на жительство в Латвии и стал обладателем двухэтажного дома в Юрмале.
В начале 2018 года покинул телеканал ТНТ и перешёл на СТС.
Летом 2023 года вернулся на ТНТ.
22 марта 2024 года сообщил, что пережил теракт в «Крокус Сити Холле».

## На телевидении
- Участник команды КВН «Уральские пельмени» (2000—2009).
- Участник юмористического проекта «Наша Russia» на ТНТ (2006—2011).
- Сценарист отдела спецпроектов при Службе генерального директора «Первого канала»[17] (2004—2006), сценарист и актёр шоу «Весна с Иваном Ургантом» (2006)[18].
- Соведущий программы «Прожекторперисхилтон» на «Первом канале» (2008—2012, 2017)
- Участник шоу «Южное Бутово» на «Первом канале» (2009—2010).
- Участник юмористического шоу «Шоу „Уральских пельменей“» на СТС (2009).
- Резидент «Comedy Club» в роли старика Митрича на ТНТ (2010—2011).
- Продюсер и участник юмористического сериала «Страна в SHOPе» на ТНТ (2013).
- Участие в клипе Глюкозы «Танцуй, Россия» (2008).
- Приглашённый член жюри шоу «Танцы» на ТНТ (в 2014—2017 годах).
- Член жюри шоу «Comedy Баттл» на ТНТ (в 2012—2016 годах).
- Член жюри шоу «Минута славы» (в 2017 году).
- Продюсер и судья шоу «Слава Богу, ты пришёл!» (в 2018—2019 годах).
- Ведущий комедийного шоу «Русские не смеются» на СТС (2019—2020).
- Участие в шоу «Форт Боярд» на СТС (в 2019 году).
- Автор и ведущий шоу в режиме самоизоляции «Светлые новости» на СТС (в 2020 году).
- Ведущий шоу «Полный Блэкаут» на СТС (2020—2023).
- Член жюри шоу «Маска. Танцы» на СТС (в 2022 году).
- Член жюри «Лиги городов» на ТНТ (с 2023)

Ведущий концертов
- 01.01.2010; 01.01 и 30.12.2018; 29.12.2019; 02.01.2021 — Церемонии вручения народной премии «Золотой граммофон»[19] («Первый канал»)
- 31.12.2008 — «Проводы Старого года» («Первый канал»)
- 01.01 и 31.12.2009 — «Новогодняя ночь на Первом канале» («Первый канал»)
- 2010 — Праздничный концерт, посвящённый Дню работников налоговых органов («Первый канал»)
- 27.08.2011 — Большой праздничный концерт («Первый канал»)
- 2012 — «Мисс Украина[укр.]»[20] (Интер)
- 2013 — «Мисс Россия»[21] (НТВ)

## Фильмография
| Год       |   | Название                    | Роль |
| --------- | - | --------------------------- | --- |
| 2010      | ф | Наша Russia. Яйца судьбы    | Леонид, «насяльника» / Иван Дулин / бомж Сифон / Славик / Снежана Денисовна / Николай Лаптев, инспектор ГИБДД / Сергей Юрьевич Беляков |
| 2010      | ф | Ёлки                        | Евгений Павлович, актёр Якутского театра                                                                                               |
| 2010      | ф | Бриллиантовая рука 2        | Семён Семёнович Горбунков |
| 2011      | ф | Ёлки 2                      | Евгений Павлович, лучший друг Бориса                                                                                                   |
| 2011      | ф | Треск                       | красноармеец |
| 2011      | ф | Бедуин                      | Игорь Александрович, врач-гематолог |
| 2012      | ф | Камень                      | Пётр Найдёнов (Камень) |
| 2012      | ф | Джунгли                     | Сергей Гущин, архитектор |
| 2013      | ф | Страна в Shope              | шоу-бизнесмен |
| 2013      | ф | Горько!                     | камео, ведущий на свадьбе |
| 2013      | ф | Ёлки 3                      | Евгений Павлович, лучший друг Бориса                                                                                                   |
| 2014      | ф | Горько! 2                   | камео |
| 2013—2014 | с | Незабываемый роман 2        | Павел, муж Марии |
| 2014      | ф | Скорый «Москва — Россия»    | Сергей Манагер, популярный блогер |
| 2014      | ф | Ёлки 1914                   | Евгений Павлович |
| 2016      | ф | Жених                       | Толя, бывший муж Алёны |
| 2016      | ф | Ёлки 5                      | Евгений Павлович |
| 2017      | ф | Ёлки новые                  | Евгений Павлович |
| 2018      | ф | Ёлки последние              | Евгений Павлович |
| 2021      | ф | Love                        | Борис |
| 2021      | ф | Ёлки 8                      | Евгений Павлович |
| 2023      | ф | Иван Васильевич меняет всё! | продавец платного VPN |
| 2024      | ф | Беляковы в отпуске          | Сергей Юрьевич Беляков |
| 2024      | ф | Небриллиантовая рука        | капитан корабля |
| 2025      | ф | Наша Russia. 8 марта        | Юрий Венедиктович, депутат / Снежана Денисовна / Николай Лаптев, инспектор ГИБДД / Сергей Юрьевич Беляков                              |

### Дубляж
- 2009 — Затерянный мир — Доктор Рик Маршалл (Уилл Феррелл)

### Сценарист
- 2014 — Выпускной
- 2014 — Скорый «Москва — Россия»
- 2016 — Жених
- 2021 — Love
- 2021 — Старые шишки
- 2021 — Жених 2: На Берлин!
- 2022 — Тайна пропавшей деревни
- 2024 — Беляковы в отпуске
- 2024 — Казачок

### Продюсер
- 2011 — Камень
- 2012 — Джунгли (сопродюсер)
- 2013 — Горько!
- 2014 — Выпускной
- 2014 — Горько! 2
- 2014 — Скорый «Москва — Россия»
- 2016 — Жених
- 2021 — Старые шишки
- 2021 — Я не шучу
- 2021 — Жених 2: На Берлин!
- 2022 — Тайна пропавшей деревни
- 2024 — Беляковы в отпуске (генеральный продюсер)
- 2024 — Казачок

### Роли в проекте «Наша Russia»
- Леонид — прораб, имя его персонажа стало известно в фильме «Наша Russia: Яйца Судьбы» (Москва, Сочи).
- Лев Моисеевич Звягинцев — профессор (Санкт-Петербург).
- Сергей Юрьевич Беляков — телезритель (Таганрог). Имя и отчество персонажа совпадают с именем и отчеством Сергея Светлакова.
- Футбольный судья Пётр Евгеньевич, футбольный врач Валера, а в одной серии — отец Гатальского (Омск).
- Иван Иванович Дулин — фрезеровщик-гей (Челябинск).
- Славик — тинейджер, в одном из эпизодов — в роли самого себя. (Краснодар, Анапа, Москва).
- Эльвира — «ночная бабочка»[22] (трасса «Пенза — Копейск»).
- Николай Лаптев — инспектор ГИБДД, который никогда не берёт взяток (Вологда).
- Юрий Венедиктович Пронин (Протопопов) — депутат (Нефтескважинск). Назван так в честь отца Светлакова[23], которого тоже зовут Юрием Венедиктовичем.
- Снежана Денисовна (Анна Евгеньевна Снатко) — учительница элитной школы, берущая взятки с учеников (Воронеж), до перемены имени — мошенница.
- Сифон — бомж (Рублёвка).
- Галина Георгиевна — менеджер суши-бара «Белая ива» (Иваново).
- Елена Ермолкина — оперативница (Усть-Кузьминск).
- Гена — турист из Нижнего Тагила (Турция).
- Филипп Валентинович — пенсионер (Новосибирск).
- Вадим Рудольфович — врач (Подмосковье).

### Роли в проекте «Светлаков +»
- Снежана Денисовна (Анна Евгеньевна Снатко) ― телеведущая-гадалка, бывшая учительница элитной школы (Воронеж), мошенница.
- Сергей Юрьевич Беляков — телезритель (Таганрог).
- Славик (Вячеслав Сергеевич) ― работник аквапарка, сексоголик, бывший тинейджер (Краснодар).
- Юрий Венедиктович Протопопов (Пронин) ― региональный чиновник, обвиняемый.
- Рихард ― блогер-путешественник и экстремал из Германии.
- Кирилл Антонов ― алкоголик, хулиган, клерк.
- Игорь Александрович ― охранник в доме популярного блогера.

## Предпринимательство
Вместе с Сергеем Исаевым и братом Дмитрием Светлаковым открыл в Екатеринбурге сеть магазинов, торгующих смешными и оригинальными подарками, подарки они изготавливали сами. Магазины так и не смогли окупить себя, поэтому закрылись буквально через несколько месяцев.
Открыл ресторан «Ишак» в Киеве, рестораны «Золото» в Алма-Ате и Астане.
Снимался в рекламе мебельной компании «Цвет Диванов», страховой группы «Согаз», банка «Кольцо Урала», а также в рекламе компьютерной игры «World of Tanks». Рекламное лицо сети магазинов «Fix Price» и сети магазинов одежды Finn Flare (совместно с моделью Алёной Крюковой). В 2019 году снимался в рекламе банка «Райффайзен». В 2013—2021 годах снимался в рекламе мобильного оператора «Билайн».
В 2013 году открыл сеть пиццерий «Мой…Pizza» в Санкт-Петербурге.